# Orbis Pictus Revised
Der Orbis Pictus Revised ist eine interaktive Installation, die in Karlsruhe im Zentrum für Kunst und Medientechnologie aufgebaut ist. Das Kunstwerk lehnt sich an den Orbis sensualium pictus an. Es wurde 1995 durch die Künstler Tjebbe van Tijen und Milos Vojtechowsky geschaffen.

## Idee und Inhalt
Die Installation zeigt, wie Menschen über Jahrhunderte versucht haben, die Welt mit Bildern zu erklären und welchen Wandel bestimmte Begriffe und ihre Darstellung dabei durchgemacht haben. So wurde der elementare Begriff "Kinderstillen" zunächst mit Bildern von Großfamilien und Ammen erklärt, später aber mit Bildern von Babyfläschchen. Bildlich erfahrbar gemacht wird auch der Wandel der Arbeitswelt von einfachen bäuerlichen Tätigkeiten bis zum modernen Großbetrieb. Teil der Installation ist weiterhin ein virtuelles Bücherregal, mit dessen Hilfe sich der Besucher nicht nur mit Comenius als genial geltendem Ordnungssystem vertraut machen kann, sondern auch mit der Weiterentwicklung der Darstellung der jeweiligen Themen in späteren Werken beispielsweise im 17. und 20. Jahrhundert.